# إيليزا ويلبر
إيليزا ويلبر (بالإنجليزية: Eliza Wilbur)‏ هي عالمة فلك أمريكية، ولدت في 21 أكتوبر 1851، وتوفيت في 31 مارس 1930.